# 蛏蛤
蛏蛤（学名：Azorinus abbreviatus），是帘蛤目毛蛏科仿缢蛏属的一种。主要分布于中国大陆、台湾，常栖息在潮下带。